# Davidkovo, Smolean
Davidkovo (în bulgară Давидково) este un sat în comuna Banite, regiunea Smolean,  Bulgaria. 

## Demografie
Componența etnică a satului Davidkovo
     Bulgari (75,92%)
     Nicio identificare (23,36%)
     Altele (0,71%)
La recensământul din 2011, populația satului Davidkovo era de 702 locuitori. Din punct de vedere etnic, majoritatea locuitorilor (75,92%) erau bulgari. Pentru 23,36% din locuitori nu este cunoscută apartenența etnică.